# Sơn ca đầu rìu lớn

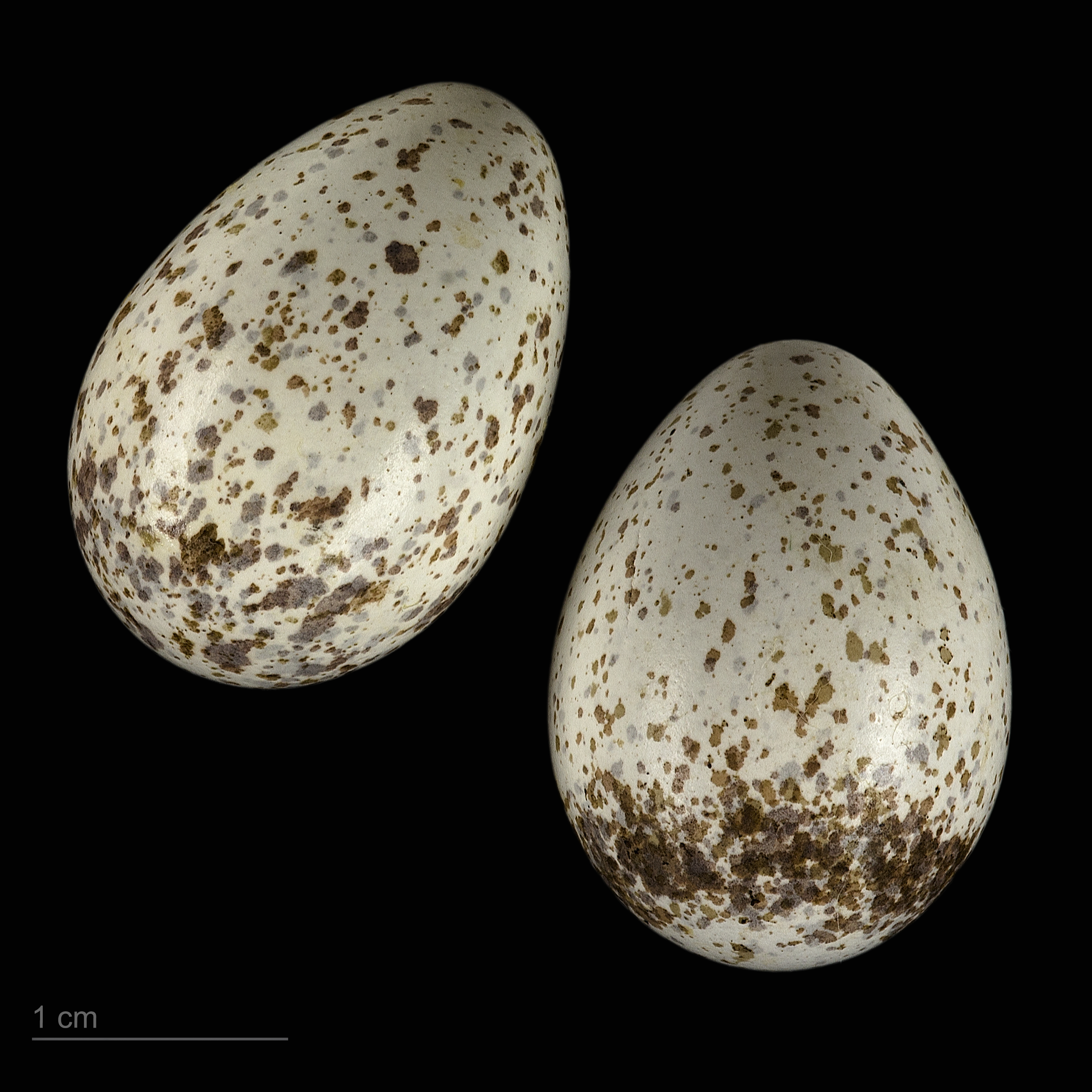
Alaemon alaudipes alaudipes

Sơn ca đầu rìu lớn, tên khoa học Alaemon alaudipes là một loài chim trong họ Alaudidae.
Là loài định cư sinh sản của các khu vực khô cằn, sa mạc và bán sa mạc từ Quần đảo Cabo Verde trên phần lớn phía bắc châu Phi, qua bán đảo Ả Rập, Syria, Afghanistan, Pakistan và Ấn Độ.
Các tên gọi trong tiếng Anh của nó là greater hoopoe-lark, bifasciated lark và large desert lark, nghĩa tương ứng là sơn ca đầu rìu lớn, sơn ca hai sọc và sơn ca sa mạc lớn.

## Phân loại và hệ thống học
Trước đây sơn ca đầu rìu lớn từng được phân loại là thuộc chi Upupa hay chi Certhilauda cho đến khi được chuyển sang chi Alaemon.

## Phân loài
Bao gồm 4 phân loài:
- A. a. alaudipes (Desfontaines, 1789): Bắc Phi, từ nam Morocco và Mauritania tới Sinai.
- A. a. boavistae Hartert, 1917: Quần đảo Cabo Verde.
- A. a. desertorum (Stanley, 1814): Đông bắc Sudan tới bắc Somalia, trung Saudi Arabia tới nam Yemen. Ban đầu được mô tả như là loài tách biệt trong chi Alauda.
- A. a. doriae (Salvadori, 1868): Đông Arabia tới Iraq, Iran và tây bắc Ấn Độ. Ban đầu được mô tả như là loài tách biệt trong chi Certhilauda.